# Championnat du pays de Galles de football 2018-2019
Navigation
Welsh Premier League 2017-2018 Welsh Premier League 2019-2020
La saison 2018-2019 de Welsh Premier League est la vingt-sixième édition du championnat de première division du pays de Galles, qui constitue le premier échelon national du football gallois et qui oppose douze clubs professionnels, à savoir les dix premiers de la saison 2017-2018, le promu de la Cymru Alliance et le promu de la Welsh Football League.
Le championnat débute en août 2018 et se déroule en trois phases. Les clubs s'affrontent d'abord en matches aller-retour sur vingt-deux journées dans une poule unique, puis en matches aller-retour sur dix journées en deux poules de six, avant une série éliminatoire pour la dernière place en Ligue Europa en matches simples sur deux journées.

## Clubs participants
| \| Aberystwyth Bala Town Caernarfon Town Carmarthen Connah's Quay Llandudno Newtown TNS Cardiff MU Cefn Druids Llanelli Town Barry Town United \| Localisation des clubs engagés dans le championnat. |
| Aberystwyth Bala Town Caernarfon Town Carmarthen Connah's Quay Llandudno Newtown TNS Cardiff MU Cefn Druids Llanelli Town Barry Town United                                                           |

| Club                                          | Ville                                | Classement 2017-2018 | Stade            | Nombre de places |
| --------------------------------------------- | ------------------------------------ | -------------------- | ---------------- | ---------------- |
| The New Saints Football Club                  | Llansantffraid-ym-Mechain / Oswestry | 1er                  | Park Hall        | 2056             |
| Connah's Quay Nomads Football Club            | Connah's Quay                        | 3e                   | Deeside Stadium  | 1500             |
| Bala Town Football Club                       | Bala                                 | 4e                   | Maes Tegid       | 3000             |
| Cefn Druids Association Football Club         | Cefn Mawr                            | 5e                   | The Rock         | 3000             |
| Cardiff Metropolitan University Football Club | Cardiff                              | 6e                   | Cyncoed Campus   | 1620             |
| Barry Town United Football Club               | Barry                                | 7e                   | Jenner Park      | 3500             |
| Newtown Association Football Club             | Newtown                              | 8e                   | Latham Park      | 5000             |
| Aberystwyth Town Football Club                | Aberystwyth                          | 9e                   | Park Avenue      | 5000             |
| Llandudno Football Club                       | Llandudno                            | 10e                  | Maesdu Park      | 1013             |
| Carmarthen Town Football Club                 | Carmarthen                           | 11e                  | Richmond Park    | 3000             |
| Caernarfon Town Football Club                 | Caernarfon                           | 1er (WFL)            | The Oval         | 3000             |
| Llanelli Town Association Football Club       | Llanelli                             | 2e (CA)              | Stebonheath Park | 3700             |

Légende des couleurs
- Tenant du titre est qualifié pour le 2e tour de qualification de la Ligue des Champions 2017-2018
- Qualifié pour le 1er tour de qualification de la Ligue Europa 2017-2018
- Promu

## Compétition

### Déroulement
Le championnat comprend trois phases. Durant la première, qui dure de la 1re à la 22e journée, les douze clubs s'affrontent à deux reprises. Au terme de la 22e journée, deux poules sont créées : la première réunit les clubs classés aux six premières places et la seconde, ceux classés aux six dernières. Au sein de ces poules, les clubs s'affrontent à nouveau à deux reprises, pour un total de trente-deux matches disputés durant la saison. Les clubs qui terminent aux deux dernières places de la deuxième poule sont relégués au terme de la saison.
La troisième phase consiste en une série éliminatoire en matches simples, disputée entre les clubs ayant terminé entre la 4e et la 7e place sur deux tours, une demi-finale et une finale.

### Classement
| Rang | Équipe                          | Pts | J  | G  | N | P  | Bp | Bc  | Diff |
| ---- | ------------------------------- | --- | -- | -- | - | -- | -- | --- | ---- |
| 1    | The New Saints T C              | 74  | 32 | 23 | 5 | 4  | 99 | 16  | +83  |
| 2    | Connah's Quay Nomads            | 62  | 32 | 19 | 5 | 8  | 76 | 33  | +43  |
| 3    | Barry Town United               | 56  | 32 | 17 | 5 | 10 | 54 | 51  | +3   |
| 4    | Caernarfon Town P               | 46  | 32 | 13 | 7 | 12 | 45 | 47  | -2   |
| 5    | Newtown AFC                     | 46  | 32 | 13 | 7 | 12 | 53 | 56  | -3   |
| 6    | Bala Town                       | 44  | 32 | 13 | 5 | 14 | 55 | 63  | -8   |
|      |                                 |     |    |    |   |    |    |     |      |
| 7    | Cardiff Metropolitan University | 51  | 32 | 16 | 3 | 13 | 53 | 40  | +13  |
| 8    | Aberystwyth Town                | 44  | 32 | 13 | 5 | 14 | 44 | 61  | -17  |
| 9    | Carmarthen Town                 | 391 | 32 | 12 | 6 | 14 | 49 | 53  | -4   |
| 10   | Cefn Druids                     | 39  | 32 | 10 | 9 | 13 | 43 | 49  | -6   |
| 11   | Llandudno FC                    | 22  | 32 | 5  | 7 | 20 | 33 | 65  | -32  |
| 12   | Llanelli Town P                 | 16  | 32 | 4  | 4 | 24 | 31 | 101 | -70  |

| Légende : Qualifications et relégations | Légende : Qualifications et relégations                                                            |
| --------------------------------------- | -------------------------------------------------------------------------------------------------- |
|                                         | Qualification pour le 1er tour de qualification de la Ligue des Champions 2019-2020                |
|                                         | Qualification pour le 1er tour de qualification de la Ligue Europa 2019-2020                       |
|                                         | Qualification pour le tour préliminaire de la Ligue Europa 2019-2020                               |
|                                         | Qualification pour les playoffs de qualification au tour préliminaire de la Ligue Europa 2019-2020 |
|                                         | Relégation directe en deuxième division                                                            |
|                                         | T : Tenant du titre C : Vainqueur de la Welsh Cup PO : Vainqueur des playsoffs P : Promu de D2     |

### Résultats

#### Première partie de la saison
| Résultats (▼dom., ►ext.)                                   | ABE | BAL | BAR | CAR | CAM | CAR | CEF | GAP | LLD | LLE | NEW | TNS |
| Aberystwyth Town                                           |     | 3-2 | 0-1 | 0-0 | 1-4 | 1-1 | 0-2 | 1-6 | 1-0 | 3-1 | 0-2 | 1-0 |
| Bala Town                                                  | 2-3 |     | 0-1 | 1-3 | 3-0 | 2-1 | 2-1 | 2-1 | 2-1 | 3-1 | 3-2 | 1-1 |
| Barry Town                                                 | 2-1 | 3-2 |     | 2-1 | 2-1 | 1-0 | 2-1 | 2-0 | 2-1 | 5-2 | 4-1 | 0-2 |
| Caernarfon Town                                            | 4-0 | 2-2 | 0-1 |     | 2-0 | 3-1 | 1-0 | 0-0 | 3-3 | 3-0 | 0-3 | 0-3 |
| Cardiff Met                                                | 2-3 | 3-0 | 3-0 | 0-1 |     | 1-1 | 1-0 | 1-3 | 0-1 | 4-0 | 2-1 | 4-1 |
| Carmarthen Town                                            | 2-2 | 1-2 | 2-3 | 4-3 | 2-0 |     | 2-3 | 3-2 | 0-0 | 2-0 | 3-0 | 0-3 |
| Cefn Druids                                                | 1-0 | 2-2 | 2-5 | 1-1 | 1-1 | 4-0 |     | 1-2 | 2-1 | 2-3 | 1-1 | 0-3 |
| Connah's Quay Nomads                                       | 2-1 | 4-1 | 2-2 | 0-1 | 6-1 | 3-1 | 3-1 |     | 3-0 | 6-0 | 3-1 | 1-0 |
| Llandudno                                                  | 0-1 | 2-4 | 2-0 | 1-1 | 0-3 | 1-2 | 0-0 | 0-4 |     | 1-2 | 0-0 | 0-4 |
| Llanelli Town                                              | 1-3 | 1-7 | 2-1 | 2-2 | 0-2 | 1-1 | 2-0 | 0-7 | 2-1 |     | 1-3 | 0-2 |
| Newtown                                                    | 2-1 | 2-0 | 2-0 | 2-0 | 2-1 | 1-1 | 1-1 | 1-1 | 3-1 | 7-1 |     | 1-1 |
| The New Saints                                             | 6-0 | 0-0 | 5-1 | 0-1 | 1-1 | 6-0 | 7-0 | 3-0 | 6-1 | 5-0 | 4-0 |     |
| - Victoire à domicile - Match nul - Victoire à l'extérieur |     |     |     |     |     |     |     |     |     |     |     |     |

#### Deuxième partie de la saison
Le championnat est divisé en deux ensembles. Les six premiers sont regroupés dans une poule pour déterminer le champion et les six derniers sont rassemblés dans une autre poule qui détermine les deux équipes qui descendent en deuxième division.
| Résultats (▼dom., ►ext.)                                   | BAL | BAR | CAE | CON | NEW | TNS |
| Bala Town                                                  |     | 2-5 | 1-0 | 1-4 | 2-2 | 0-7 |
| Barry Town                                                 | 0-2 |     | 4-0 | 1-1 | 0-3 | 0-4 |
| Caernarfon Town                                            | 1-0 | 2-0 |     | 1-0 | 4-1 | 0-3 |
| Connah's Quay Nomads                                       | 1-0 | 1-1 | 6-2 |     | 2-0 | 0-2 |
| Newtown                                                    | 2-3 | 3-0 | 3-2 | 1-2 |     | 0-6 |
| The New Saints                                             | 3-1 | 2-2 | 3-1 | 1-0 | 5-0 |     |
| - Victoire à domicile - Match nul - Victoire à l'extérieur |     |     |     |     |     |     |

| Résultats (▼dom., ►ext.)                                   | ABE | CAR | CAM | CEF | LLD | LLE |
| Aberystwyth Town                                           |     | 2-0 | 3-2 | 0-0 | 1-1 | 3-2 |
| Cardiff Met                                                | 1-0 |     | 1-0 | 3-0 | 3-0 | 3-2 |
| Carmarthen Town                                            | 6-2 | 1-0 |     | 0-1 | 2-0 | 3-1 |
| Cefn Druids                                                | 3-1 | 3-1 | 0-1 |     | 2-2 | 0-0 |
| Llandudno                                                  | 1-2 | 1-2 | 3-1 | 0-5 |     | 4-2 |
| Llanelli Town                                              | 2-4 | 0-4 | 0-3 | 1-3 | 0-4 |     |
| - Victoire à domicile - Match nul - Victoire à l'extérieur |     |     |     |     |     |     |

### Barrages de qualification pour la Ligue Europa
Les équipes classées entre la 4e et la 7e disputent les barrages pour déterminer la troisième équipe galloise qualifiée en Ligue Europa 2019-2020.
| Barrage, demi-finale 1 | Newtown AFC | 1 – 2   | Bala Town |  |  |
| 10 mai 2019            |             | (0 – 1) |           |  |  |

| Barrage, demi-finale 2 | Caernarfon Town | 2 – 3   | Cardiff Metropolitan University |  |  |
| 11 mai 2019            |                 | (1 – 1) |                                 |  |  |

| Barrage, finale | Bala Town         | 1 – 1   | Cardiff Metropolitan University |  |  |
| 19 mai 2019     |                   | (1 – 1) |                                 |  |  |
| 19 mai 2019     | Tirs au but 1 – 3 |         |                                 |  |  |

## Bilan de la saison
| Championnat du pays de Galles de football 2018-2019                        |                                   |
| Champion                                                                   | The New Saints (13e titre)        |
| Coupes et trophées                                                         |                                   |
| Vainqueur de la Coupe du pays de Galles 2018-2019                          | The New Saints                    |
| Qualifications continentales                                               |                                   |
| Ligue des champions de l'UEFA 2019-2020                                    | The New Saints                    |
| Ligue Europa 2019-2020                                                     | Connah's Quay Nomads              |
| Ligue Europa 2019-2020                                                     | Barry Town United                 |
| Ligue Europa 2019-2020                                                     | Cardiff Metropolitan University   |
| Promotions et relégations                                                  |                                   |
| Promus en Championnat du pays de Galles de football                        | Airbus UK Broughton Football Club |
| Promus en Championnat du pays de Galles de football                        | Pen-y-Bont Football Club          |
| Relégués en Championnat du pays de Galles de football de deuxième division | Llandudno FC                      |
| Relégués en Championnat du pays de Galles de football de deuxième division | Llanelli Town                     |